# 1 Vulpeculae
1 Vulpeculae, som är stjärnans Flamsteed-beteckning, är en dubbelstjärna belägen i den södra delen av stjärnbilden, Räven. Den har en lägsta skenbar magnitud på ca 4,77 och är svagt synlig för blotta ögat där ljusföroreningar ej förekommer. Baserat på parallaxmätning inom Hipparcosuppdraget på ca 4,0 mas, beräknas den befinna sig på ett avstånd på ca 810 ljusår (ca 250 parsek) från solen. Den rör sig närmare solen med en heliocentrisk radialhastighet av ca -17 km/s.
Den 29 maj 1983 ockulterade 1 Vulpeculae asteroiden Pallas. Denna händelse observerades på 130 platser i USA och Mexiko och var den bäst observerade av alla asteroidokultationer.

## Egenskaper
Primärstjärnan 1 Vulpeculae A är en blå till vit underjättestjärna av spektralklass B4 IV. Den har en massa som är ca 7 solmassor, en radie som är ca 8 solradier och utsänder ca 919 gånger mera energi än solen från dess fotosfär vid en effektiv temperatur på ca 16 800 K.
1 Vulpeculae A är en misstänkt variabel som varierar mellan visuell magnitud +4,57 och 4,77 utan någon fastställd periodicitet. Den rapporterades 1952 som en möjlig variabel under en sökning efter ß Canis Majoris-variabler, men har inte setts variera sedan dess (2019). Den listades som en av de minst variabla stjärnorna baserat på Hipparcos fotometri.
1 Vulpeculae A upptäcktes 1978 vara en spektroskopisk dubbelstjärna med en omloppsperiod runt 250 dygn även om omloppselementen beskrivs som marginella. Den har också följeslagarna 1 Vulpeculae B, med magnitud 11,6 och separerad med 39,1 bågsekunder, och 1 Vulpeculae C, med magnitud 12,8 och separerad med 43,6 bågsekunder.